# Jimmy Pino
Jimmy Pino, född 12 augusti 1978, är en friidrottare från Colombia. Han deltog vid olympiska sommarspelen 2000.